# 巨帶蛇
巨帶蛇（學名：Thamnophis gigas）是束帶蛇屬中最大的蛇。它們主要是水生的。

## 生物及生態
巨帶蛇是美國加利福尼亞州中央谷地濕地的特有種。它們於水溫20℃以上時最為活躍；若水溫較低，它們則會躲在地底。它們主要吃魚類及青蛙。

## 保育狀況
由於濕地被大幅的破壞，巨帶蛇也受到威脅。它們在聖華金谷只餘下很少的數量，並已從以往98%的分佈地消失。在莎加緬度山谷（Sacramento Valley）的情況稍為好些，因為當地種植稻米及運河形成了它們的棲息地。若稻米收割後，它們則會遷到附近的地方。除了失去棲息地外，入侵的掠食者如美國牛蛙也限制了它們的數量。現有措施恢復濕地的環境供它們棲息，但其效用則有待確定。